# S-Bahn
S-Bahn (нем. S-Bahn от нем. Stadtbahn, нем. Stadtschnellbahn или нем. Schnellbahn, дат. S-tog) — городская железная дорога (в отличие от U-Bahn, подземной железной дороги) в Германии, Австрии, Швейцарии, и Дании.
S-Bahn занимает промежуточное положение между городским общественным транспортом и классическими пригородными поездами и использует обычные железнодорожные линии в пределах и вне пределов города, при этом нередко имеет и выделенные пути. Подвижным составом S-Bahn являются электро- (реже дизель-) поезда железнодорожных габаритов и размеров. Электропоезда S-Bahn оснащаются пантографом на крыше, кроме систем Гамбурга и Берлина, электрифицированных третьим рельсом. Пути и станции S-Bahn могут быть как наземного, так и над- и подземного заложения, что в последнем случае делает его малоотличимым от метрополитена. Расстояния между станциями S-Bahn, как правило, меньше, чем между станциями региональных поездов (Regionalbahn), и больше или равны таковым в метрополитенах, у легкорельсового транспорта и уличных видов городского транспорта (трамваев, автобусов и др.). Как правило, вход в вагоны S-Bahn расположен на одном уровне с перроном.

## Распространение

### Германия
Первый S-Bahn был открыт в Берлине в декабре 1930 года. В Германии S-Bahn является подразделением немецких железных дорог (Deutsche Bahn AG). Некоторые крупнейшие аэропорты страны также связаны с их городами маршрутами S-Bahn.
В настоящее время Германии существует семнадцать систем S-Bahn, многие из которых обслуживают сразу несколько городов:
| Система                          | Месторасположение                                                    | Регион                                            | Дата открытия  | Количество линий | Длина  | Подвижной состав                                                                   | Компания | Окончание контракта |
| -------------------------------- | -------------------------------------------------------------------- | ------------------------------------------------- | -------------- | ---------------- | ------ | ---------------------------------------------------------------------------------- | -------- | ------------------- |
| S-Bahn Berlin                    | Берлин, Потсдам                                                      | Берлин, Бранденбург                               | 8 августа 1924 | 16               | 331 км | BVG Class 480, DB Class 481/482, Class 483/484                                     |          |                     |
| S-Bahn Bremen                    | Бремен                                                               |                                                   |                |                  |        |                                                                                    |          |                     |
| S-Bahn Hamburg                   | Гамбург                                                              | Гамбург                                           | 5 декабря 1906 | 4 (+2 в час пик) | 144 км | Class ET170 (470), Class ET171 (471), DB Class 472, DBag серия 474, DBAG Class 490 |          |                     |
| S-Bahn Hannover                  | Ганновер                                                             | Ганновер, Нижняя Саксония                         | 2000           | 9 (+1)           | 385 км | DBAG Class 424                                                                     |          |                     |
| S-Bahn Dresden                   | Дрезден                                                              | Саксония                                          | 1974           | 4                |        |                                                                                    |          |                     |
| S-Bahn Mitteldeutschland         | Лейпциг и Галле                                                      | Саксония, Саксония-Анхальт, Тюрингия, Бранденбург | 1969           | 10               | 802 км | Bombardier Talent 2, DB Class 182 (ES 63 U2)                                       |          |                     |
| S-Bahn Magdeburg                 | Магдебург                                                            |                                                   |                |                  |        |                                                                                    |          |                     |
| S-Bahn München                   | Мюнхен                                                               | Мюнхен                                            | 1972           | 10               | 442 км | DB Class ET 420, DB Class ET 423, DB Class VT 628                                  |          |                     |
| S-Bahn Nürnberg                  | Нюрнберг                                                             | Нюрнберг                                          | 1987           | 6                | 320 км | Bombardier Talent 2, DB Class 141, DBAG Class 1440                                 |          |                     |
| S-Bahn Rhein-Main                | Франкфурт-на-Майне — Ханау — Оффенбах — Дармштадт — Майнц — Висбаден |                                                   |                |                  |        |                                                                                    |          |                     |
| S-Bahn RheinNeckar               | Маннгейм — Людвигсхафен — Гейдельберг                                | Рейнланд-Пфальц, Баден-Вюртемберг, Гессен, Саар   | 2003           | 13               | 437 км | DB-Baureihe 425, Siemens Mireo                                                     |          |                     |
| S-Bahn Rhein-Ruhr                | Дюссельдорф и Рурская область, несколько маршрутов в Кёльн           |                                                   |                |                  |        |                                                                                    |          |                     |
| S-Bahn Rhein-Sieg                | Кёльн                                                                |                                                   |                |                  |        |                                                                                    |          |                     |
| S-Bahn Rostock                   | Росток                                                               |                                                   |                |                  |        |                                                                                    |          |                     |
| S-Bahn Stuttgart                 | Штутгарт                                                             |                                                   |                |                  |        |                                                                                    |          |                     |
| S-Bahn Köln (Ruhrschnellverkehr) | Кёльн                                                                |                                                   |                |                  |        |                                                                                    |          |                     |

В рамках региона действуют единые тарифы, позволяющие в течение поездки длительностью  пересаживаться с поездов S-Bahn на маршруты городского транспорта в пределах тарифной зоны начальной и конечной станции. Также пересадка на S-Bahn и другой городской транспорт бесплатна в тарифной зоне конечной станции для пассажиров региональных и скоростных поездов Deutsche Bahn.

### Австрия
В Австрии системы S-Bahn имеются в Вене, Зальцбурге, Инсбруке.
Венский S-Bahn — сеть городских и пригородных электропоездов — открылся 17 января 1962 года и в 2007 насчитывает 5 внутригородских маршрутов и 9 пригородных линий (без учёта ответвлений) (длина линий от 26 до 85 км). С 1984 года в общественном транспорте всей венской агломерации используется единая тарифная система, что делает удобным использование S-Bahn в комбинации с метро, трамваем и автобусом. Внутри Вены на главном коридоре S-Bahn поддерживаются тактовые интервалы 7,5 минут.

### Швейцария
В Швейцарии системы S-Bahn есть в Берне, Цюрихе, Базеле. Последний помимо Швейцарии обслуживает также соседние территории Франции и Германии.